# ميناء إسطنبول
ميناء إسطنبول: هو محطة ركاب لخطوط الرحلات البحرية، ويقع في حي كاراكوي في منطقة بي أوغلو في إسطنبول بتركيا. ويتكون من رصيفين متجاورين، رصيف غالاطة ورصيف بازار الثلاثاء، ويمتد من جسر غالاطة على القرن الذهبي إلى بازار الثلاثاء على الساحل الغربي لمضيق البوسفور. وهي مملوكة ومدارة من قبل الخطوط البحرية التركية المملوكة للدولة (TDİ). [2]

## تاريخ
بدأ بناء ميناء غالاطة في عام 1892، واكتمل في عام 1900. تم بناء مستودعين في عام 1910، وأضيفت ثلاثة مستودعات أخرى في عام 1928. من عام 1925 فصاعدًا، بدأت سلطة الميناء في تقديم كل الدعم اللوجستي اللازم للسفن، بما في ذلك إمدادات المياه والفحم، التحميل والتفريغ، الإرشاد البحري وخدمات الإنقاذ البحري.
في عام 1957، تم الانتهاء من رصيف بازار الثلاثاء، الذي بنته وزارة الأشغال العامة، وتم تسليمه إلى البنك البحري التركي، رائد TDİ. خدم ميناء إسطنبول كأكبر ميناء بحري في البلاد لاستيراد البضائع حتى عام 1986 عندما أصبح قديمًا بسبب زيادة شحن الحاويات.
تم تحويل رصيف بازار الثلاثاء إلى محطة ركاب لخطوط الرحلات البحرية بالإضافة إلى محطة غالاطة الحالية، واستمر في العمل كمحطة ركاب اعتبارًا من 19 سبتمبر 1988 فصاعدًا. [2] تم تمديده في عام 2007 لتلبية الطلب من خلال نمو سياحة الرحلات البحرية.

## مرافق الموانئ

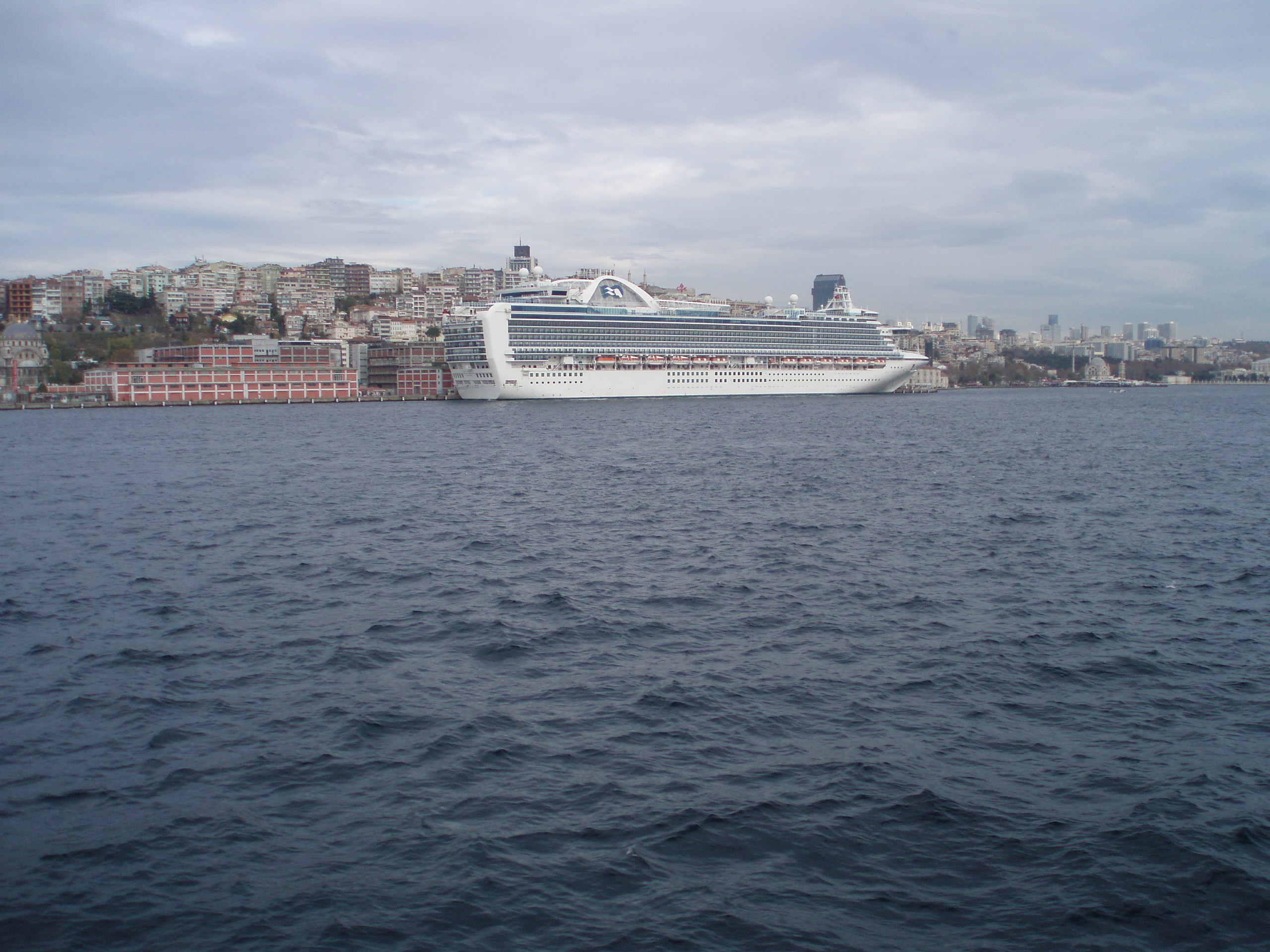
سفينة سياحية رست في ميناء اسطنبول.

يتكون ميناء إسطنبول من ثلاث قاعات للركاب، اثنتان منها تغطي مساحة 4,000 متر مربع (43,000 قدم2) لكل منهما 800 متر مربع (8,600 قدم2) . تتيح القاعات الثلاث استيعاب حوالي 10000 سائح في الساعة، مع الحفاظ على جميع وظائف مراقبة الحدود.
يوجد موقف سيارات في الهواء الطلق يتسع لـ 5,000 متر مربع (54,000 قدم2) لـ 200 مدرب رحلة.
تخضع جميع مرافق الميناء للمراقبة من خلال 78 كاميرا تلفزيونية مغلقة في مركز تحكم على مدار الساعة طوال أيام الأسبوع لأغراض أمنية.
تم إعادة بنائه وتسميته ميناء غالاطة. تم بناء محطة غالاطة على طول 1200 متر من الساحل. يرحب الميناء بالرحلات البحرية الضخمة التي تحمل أعلامًا أجنبية بمساعدة لوحة مخصصة تم تحويلها تلقائيًا. 

## تفاصيل تقنية
| رصيف بحري      | طول                 | عمق                 | ارتفاع                        |
| -------------- | ------------------- | ------------------- | ----------------------------- |
| غالاطة         | 523 متر (1,716 قدم) | 7–9 متر (23–30 قدم) | 0.50–0.80 متر (1.6–2.6 قدم)   |
| بازار الثلاثاء | 627 متر (2,057 قدم) | 10 متر (33 قدم)     | 2.00–2.50 متر (6.56–8.20 قدم) |

الميناء قادر على خدمة 11 سفينة ركاب يوميا. في عام 2007، رست 832 سفينة ركاب في الميناء وجلبت 460427 سائحًا.